# Władcy Grecji

## Królestwo Grecji (1832–1924)[1]
Oficjalny tytuł królewski do 1863 brzmiał: król Grecji, następnie król Hellenów.
- tymczasowo

| #                                                             | Imię                                        |          | Lata życia                  | Lata życia                    | Czas rządów          | Czas rządów                              | Rodzice                                               |
| #                                                             | Imię                                        | Urodzony | Zmarł                       | Od                            | Do                   |                                          | Rodzice                                               |
| ------------------------------------------------------------- | ------------------------------------------- | -------- | --------------------------- | ----------------------------- | -------------------- | ---------------------------------------- | ----------------------------------------------------- |
| −                                                             | Pierwsza Rada Regencyjna                    |          |                             |                               | 25 stycznia 1833     | 21 lipca 1834                            |                                                       |
| −                                                             | Druga Rada Regencyjna                       |          |                             |                               | 21 lipca 1834        | 1 czerwca 1835                           |                                                       |
| Wittelsbachowie                                               |                                             |          |                             |                               |                      |                                          |                                                       |
| 1                                                             | Otton I Όθων Αʹ                             |          | 1 czerwca 1815 Salzburg     | 26 lipca 1867 Bamberg         | 27 maja 1832         | 10 października 1862 Usunięty            | Ludwik I Wittelsbach Teresa z Saksonii-Hildburghausen |
| Oldenburgowie, linia Schleswig-Holstein-Sonderburg-Glücksburg |                                             |          |                             |                               |                      |                                          |                                                       |
| −                                                             | Dimitrios Wulgaris Δημήτριος Βούλγαρης      |          | 20 grudnia 1802 Hydra       | 29 grudnia 1877 Ateny         | 10 października 1862 | 9 lutego 1863                            |                                                       |
| −                                                             | Aristeidis Moraitinis Αριστείδης Μωραïτίνης |          | 1806 Smyrna                 | 1875 Ateny                    | 9 lutego 1863        | 11 lutego 1863                           |                                                       |
| −                                                             | Zinowios Walwis Ζηνόβιος Βάλβης             |          | 1800 Missolungi             | 25 sierpnia 1886 Missolungi   | 11 lutego 1863       | 27 marca 1863                            |                                                       |
| −                                                             | Diomidis Kyriakos Διομήδης Κυριακός         |          | 1811 Spetses                | 20 czerwca 1869 Neapol        | 27 marca 1863        | 29 kwietnia 1863                         |                                                       |
| −                                                             | Benizelos Rufos Μπενιζέλος Ρούφος           |          | 1795 Patras                 | 18 marca 1868 Patras          | 29 kwietnia 1863     | 19 czerwca 1863                          |                                                       |
| −                                                             | Diomidis Kyriakos Διομήδης Κυριακός         |          | 1811 Spetses                | 20 czerwca 1869 Neapol        | 19 czerwca 1863      | 21 czerwca 1863                          |                                                       |
| −                                                             | Benizelos Rufos Μπενιζέλος Ρούφος           |          | 1795 Patras                 | 18 marca 1868 Patras          | 21 czerwca 1863      | 18 października 1863                     |                                                       |
| 2                                                             | Jerzy I Γεώργιος Αʹ                         |          | 24 grudnia 1845 Kopenhaga   | 18 marca 1913 Saloniki        | 25 maja 1863         | 5 marca 1913 Zabity                      | Chrystian IX Luiza z Hesji-Kassel                     |
| 3                                                             | Konstantyn I Κωνσταντῖνος Αʹ                |          | 2 sierpnia 1868 Ateny       | 11 stycznia 1923 Palermo      | 5 marca 1913         | 30 maja 1917 Usunięty                    | Jerzy I Grecki Olga Romanowa                          |
| 4                                                             | Aleksander I Ἀλέξανδρος Αʹ                  |          | 1 sierpnia 1893 Tatoi       | 25 października 1920 Ateny    | 30 maja 1917         | 12 października 1920                     | Konstantyn I Zofia Hohenzollern                       |
| −                                                             | Elefterios Wenizelos Ελευθέριος Βενιζέλος   |          | 23 sierpnia 1864 Mournies   | 18 marca 1936 Paryź           | 12 października 1920 | 15 października 1920                     |                                                       |
| −                                                             | Pawlos Kunduriotis Παύλος Κουντουριώτης     |          | 9 kwietnia 1855 Wyspa Hydra | 22 sierpnia 1935 Paleo Faliro | 15 października 1920 | 4 listopada 1920 (rezygnacja)            |                                                       |
| −                                                             | Olga Romanowa Βασίλισσα Όλγα                |          | 3 września 1851 Pawłowsk    | 18 czerwca 1926 Rzym          | 4 listopada 1920     | 6 grudnia 1920                           | Konstanty Romanow Aleksandra z Saksonii-Altenburga    |
| (3)                                                           | Konstantyn I Κωνσταντῖνος Αʹ                |          | 2 sierpnia 1868 Ateny       | 11 stycznia 1923 Palermo      | 4 listopada 1920     | 14 września 1922 Abdykował pod przymusem | Jerzy I Grecki Olga Romanowa                          |
| 5                                                             | Jerzy II Γεώργιος Βʹ                        |          | 20 lipca 1890 Tatoi         | 1 kwietnia 1947 Ateny         | 14 września 1922     | 25 marca 1924                            | Konstantyn I Zofia Hohenzollern                       |
| −                                                             | Pawlos Kunduriotis Παύλος Κουντουριώτης     |          | 9 kwietnia 1855 Wyspa Hydra | 22 sierpnia 1935 Paleo Faliro | 20 grudnia 1923      | 14 kwietnia 1924                         |                                                       |

## Królestwo Grecji (1935–1973)

### Oldenburgowie, linia Schleswig-Holstein-Sonderburg-Glücksburg
- tymczasowo

| #   | Imię                                                   |          | Lata życia               | Lata życia                 | Czas rządów          | Czas rządów             | Rodzice                                      |
| #   | Imię                                                   | Urodzony | Zmarł                    | Od                         | Do                   |                         | Rodzice                                      |
| --- | ------------------------------------------------------ | -------- | ------------------------ | -------------------------- | -------------------- | ----------------------- | -------------------------------------------- |
| −   | Jeorjos Kondilis Γεώργιος Κονδύλης                     |          | 14 sierpnia 1878 Prousos | 1 lutego 1936 Ateny        | 10 października 1935 | 22 listopada 1935       |                                              |
| (5) | Jerzy II Γεώργιος Βʹ                                   |          | 20 lipca 1890 Tatoi      | 1 kwietnia 1947 Ateny      | 4 listopada 1935     | 22 maja 1941            | Konstantyn I Zofia Hohenzollern              |
| −   | Jeorjos Tsolakoglu Γεώργιος Τσολάκογλου                |          | kwiecień 1886 Ateny      | 22 maja 1948 Ateny         | 29 kwietnia 1941     | 1 grudnia 1942          |                                              |
| −   | Konstandinos Logotetopulos Κωνσταντίνος Λογοθετόπουλος |          | 1878 Nauplion            | 8 lipca 1961               | 1 grudnia 1942       | 7 kwietnia 1943         |                                              |
| −   | Joanis Ralis Ιωάννης Ράλλης                            |          | 1878 Ateny               | 26 października 1946 Ateny | 7 kwietnia 1943      | 13 października 1944    |                                              |
| −   | Jeorjos Papandreu Γεώργιος Παπανδρέου                  |          | 13 lutego 1888 Kalentzi  | 1 listopada 1968 Kastri    | 13 października 1944 | 30 grudnia 1944         |                                              |
| −   | Damaskin Δαμασκηνός                                    |          | 3 marca 1891 Dorvitsa    | 20 maja 1949 Ateny         | 30 grudnia 1944      | 27 września 1946        |                                              |
| (5) | Jerzy II Γεώργιος Βʹ                                   |          | 20 lipca 1890 Tatoi      | 1 kwietnia 1947 Ateny      | 13 października 1944 | 1 kwietnia 1947         | Konstantyn I Zofia Hohenzollern              |
| 6   | Paweł I Παῦλος Αʹ                                      |          | 14 grudnia 1901 Ateny    | 6 marca 1964 Ateny         | 1 kwietnia 1947      | 6 marca 1964            | Konstantyn I Zofia Hohenzollern              |
| 7   | Konstantyn II Κωνσταντῖνος Βʹ                          |          | 2 czerwca 1940 Psychiko  | 10 stycznia 2023 Ateny     | 6 marca 1964         | 1 czerwca 1973 Usunięty | Paweł I Fryderyka Hanowerska                 |
| −   | Jeorjos Zoitakis Γεώργιος Ζωιτάκης                     |          | 3 marca 1910 Nafpaktos   | 21 października 1996 Ateny | 13 grudnia 1967      | 21 marca 1972           | Konstantinos Zoitakis Vasilika Balabani      |
| −   | Jeorjos Papadopulos Γεώργιος Παπαδόπουλος              |          | 5 maja 1919 Eleochori    | 27 czerwca 1999 Ateny      | 21 marca 1972        | 1 czerwca 1973          | Christos Papadopoulos Chrysoula Papadopoulou |